# Attention (sång)
Attention är den låt framförd av den litauiska sångerskan Vilija Matačiūnaitė. Låten representerade Litauen i Eurovision Song Contest 2014 i Köpenhamn, Danmark, och tävlade i tävlingens andra semifinal den 8 maj där den inte lyckades ta sig till final.